# Deonte Thompson
Deonte Thompson (Belle Glade, 14 febbraio 1989) è un ex giocatore di football americano statunitense che ha militato nei ruoli di wide receiver e kick returner nella National Football League (NFL). Dopo non essere stato scelto nel Draft NFL 2012 firmò con i Baltimore Ravens. Al college ha giocato a football coi Florida Gators.

## Carriera professionistica

### Baltimore Ravens
Dopo non essere stato scelto nel corso del Draft 2012, Thompson firmò in qualutà di free agent con i Baltimore Ravens, riuscendo ad entrare subito nei 53 uomini del roster attivo per l'inizio della stagione regolare. Il 10 settembre, nel Monday Night Football vinto nettamente contro i Cincinnati Bengals, Thompson debuttò come professionista ricevendo un passaggio da 25 yard e ritornato kickoff per un totale di 88 yard.

### Buffalo Bills
Nel 2014, Thompson firmò con i Buffalo Bills.

## Palmarès
- Super Bowl : 1

Baltimore Ravens: Super Bowl XLVII
- American Football Conference Championship: 1

Baltimore Ravens: 2012

## Statistiche
| Partite totali         | 13  |
| Partite da titolare    | 0   |
| Ricezioni              | 15  |
| Yard su ricezione      | 147 |
| Touchdown su ricezione | 0   |

Statistiche aggiornate alla stagione 2013